# Copa Asiática 1996
La XI Copa Asiática de fútbol se llevó a cabo entre el 4 de diciembre y el 21 de diciembre de 1996 en los Emiratos Árabes Unidos. El torneo fue organizado por la Confederación Asiática de Fútbol.

## Equipos participantes
En cursiva los equipos debutantes.
| Equipos participantes | Equipos participantes  | Equipos participantes | Equipos participantes |
| --------------------- | ---------------------- | --------------------- | --------------------- |
| Arabia Saudita        | Emiratos Árabes Unidos | Irán                  | Siria                 |
| China                 | Indonesia              | Japón                 | Tailandia             |
| Corea del Sur         | Irak                   | Kuwait                | Uzbekistán            |

## Sedes
| Estadio Jeque Zayed | Estadio Tahnoun bin Mohammed |
| ------------------- | ---------------------------- |
| Abu Dhabi           | Al Ain                       |
| Capacidad: 49.500   | Capacidad: 15.000            |
|                     |                              |
| Estadio Al-Maktoum  | Abu Dhabi Al Ain Dubai       |
| Dubái               | Abu Dhabi Al Ain Dubai       |
| Capacidad: 12.000   | Abu Dhabi Al Ain Dubai       |
|                     | Abu Dhabi Al Ain Dubai       |

## Resultados

### Primera fase

#### Grupo A
| Pos. | Equipo        | Pts. | PJ | G | E | P | GF | GC | Dif. | Clasificación |
| ---- | ------------- | ---- | -- | - | - | - | -- | -- | ---- | ------------- |
| 1    | EAU (H)       | 7    | 3  | 2 | 1 | 0 | 6  | 3  | +3   | Segunda Fase  |
| 2    | Kuwait        | 4    | 3  | 1 | 1 | 1 | 6  | 5  | +1   | Segunda Fase  |
| 3    | Corea del Sur | 4    | 3  | 1 | 1 | 1 | 5  | 5  | 0    | Segunda Fase  |
| 4    | Indonesia     | 1    | 3  | 0 | 1 | 2 | 4  | 8  | −4   |               |

 Fuente: RSSSF
| 4 de diciembre de 1996 | Emiratos Árabes Unidos | 1:1 (1:1) | Corea del Sur     | Estadio Jeque Zayed, Abu Dabi                                            |                                                                          |
|                        | K. Saad 40'            |           | Hwang Sun-Hong 9' | Asistencia: 35.000 espectadores Árbitro(s): Pirom Un-Prasert (Tailandia) | Asistencia: 35.000 espectadores Árbitro(s): Pirom Un-Prasert (Tailandia) |

| 4 de diciembre de 1996 | Indonesia             | 2:2 (2:0) | Kuwait                            | Estadio Jeque Zayed, Abu Dabi                                       |                                                                     |
|                        | Putro 20' · Wabia 40' |           | Sager 73' · Bader Haji 84' (pen.) | Asistencia: 15.000 espectadores Árbitro(s): Jamal Al Sharif (Siria) | Asistencia: 15.000 espectadores Árbitro(s): Jamal Al Sharif (Siria) |

| 7 de diciembre de 1996 | Emiratos Árabes Unidos                   | 3:2 (0:2) | Kuwait             | Estadio Jeque Zayed, Abu Dabi                                         |                                                                       |
|                        | Saeed 53' · Al-Talyani 55' · B. Saad 80' |           | Al-Huwaidi 9', 44' | Asistencia: 15.000 espectadores Árbitro(s): Charles Massembe (Uganda) | Asistencia: 15.000 espectadores Árbitro(s): Charles Massembe (Uganda) |

| 7 de diciembre de 1996 | Corea del Sur                                               | 4:2 (3:0) | Indonesia             | Estadio Jeque Zayed, Abu Dabi                                        |                                                                      |
|                        | Kim Do-Hoon 5' · Hwang Sun-Hong 7', 15' · Ko Jeong-Woon 55' |           | Wabia 58' · Putro 65' | Asistencia: 2.000 espectadores Árbitro(s): Shamsul Maidin (Singapur) | Asistencia: 2.000 espectadores Árbitro(s): Shamsul Maidin (Singapur) |

| 10 de diciembre de 1996 | Emiratos Árabes Unidos     | 2:0 (1:0) | Indonesia | Estadio Jeque Zayed, Abu Dabi                              |                                                            |
|                         | Saeed 15' · Al-Talyani 64' |           |           | Asistencia: 10.000 espectadores Árbitro(s): Jun Lu (China) | Asistencia: 10.000 espectadores Árbitro(s): Jun Lu (China) |

| 10 de diciembre de 1996 | Kuwait                        | 2:0 (0:0) | Corea del Sur | Estadio Jeque Zayed, Abu Dabi                                            |                                                                          |
|                         | Al-Huwaidi 60' · Abdullah 87' |           |               | Asistencia: 3.000 espectadores Árbitro(s): Mohd Nazri Abdullah (Malasia) | Asistencia: 3.000 espectadores Árbitro(s): Mohd Nazri Abdullah (Malasia) |

#### Grupo B
| Pos. | Equipo         | Pts. | PJ | G | E | P | GF | GC | Dif. | Clasificación |
| ---- | -------------- | ---- | -- | - | - | - | -- | -- | ---- | ------------- |
| 1    | Irán           | 6    | 3  | 2 | 0 | 1 | 7  | 3  | +4   | Segunda Fase  |
| 2    | Arabia Saudita | 6    | 3  | 2 | 0 | 1 | 7  | 3  | +4   | Segunda Fase  |
| 3    | Irak           | 6    | 3  | 2 | 0 | 1 | 6  | 3  | +3   | Segunda Fase  |
| 4    | Tailandia      | 0    | 3  | 0 | 0 | 3 | 2  | 13 | −11  |               |

 Fuente: RSSSF
| 5 de diciembre de 1996 | Arabia Saudita                                                                           | 6:0 (4:0) | Tailandia | Estadio Al-Maktoum, Dubái                                             |                                                                       |
|                        | Al-Temawi 10' (pen.), 29' (pen.) · Al-Mehallel 15', 54' · Al-Muwallid 18' · Al-Jaber 52' |           |           | Asistencia: 5.000 espectadores Árbitro(s): Gamal Al-Ghandour (Egipto) | Asistencia: 5.000 espectadores Árbitro(s): Gamal Al-Ghandour (Egipto) |

| 5 de diciembre de 1996 | Irán            | 1:2 (0:1) | Irak                   | Estadio Al-Maktoum, Dubái                                           |                                                                     |
|                        | Daei 90' (pen.) |           | Fawzi 37' · Sabbar 69' | Asistencia: 15.000 espectadores Árbitro(s): Masayoshi Okada (Japón) | Asistencia: 15.000 espectadores Árbitro(s): Masayoshi Okada (Japón) |

| 8 de diciembre de 1996 | Arabia Saudita  | 1:0 (1:0) | Irak | Estadio Al-Maktoum, Dubái                                                        |                                                                                  |
|                        | Al-Mehallel 26' |           |      | Asistencia: 12.000 espectadores Árbitro(s): Ali Bujsaim (Emiratos Árabes Unidos) | Asistencia: 12.000 espectadores Árbitro(s): Ali Bujsaim (Emiratos Árabes Unidos) |

| 8 de diciembre de 1996 | Tailandia     | 1:3 (0:1) | Irán                                  | Estadio Al-Maktoum, Dubái                                  |                                                            |
|                        | Senamuang 80' |           | Saadavi 38' · Minavand 54' · Daei 70' | Asistencia: 12.000 espectadores Árbitro(s): Jun Lu (China) | Asistencia: 12.000 espectadores Árbitro(s): Jun Lu (China) |

| 11 de diciembre de 1996 | Irán                               | 3:0 (2:0) | Arabia Saudita | Estadio Al-Maktoum, Dubái                                           |                                                                     |
|                         | Daei 12' · Bagheri 37' · Azizi 47' |           |                | Asistencia: 12.000 espectadores Árbitro(s): Masayoshi Okada (Japón) | Asistencia: 12.000 espectadores Árbitro(s): Masayoshi Okada (Japón) |

| 11 de diciembre de 1996 | Irak                                | 4:1 (2:1) | Tailandia      | Estadio Al-Maktoum, Dubái                                                |                                                                          |
|                         | Mahmoud 17', 50' · Hussein 23', 63' |           | Chalermsan 26' | Asistencia: 3.000 espectadores Árbitro(s): Kim Young-Joo (Corea del Sur) | Asistencia: 3.000 espectadores Árbitro(s): Kim Young-Joo (Corea del Sur) |

#### Grupo C
| Pos. | Equipo     | Pts. | PJ | G | E | P | GF | GC | Dif. | Clasificación |
| ---- | ---------- | ---- | -- | - | - | - | -- | -- | ---- | ------------- |
| 1    | Japón      | 9    | 3  | 3 | 0 | 0 | 7  | 1  | +6   | Segunda Fase  |
| 2    | China      | 3    | 3  | 1 | 0 | 2 | 3  | 3  | 0    | Segunda Fase  |
| 3    | Siria      | 3    | 3  | 1 | 0 | 2 | 3  | 6  | −3   |               |
| 4    | Uzbekistán | 3    | 3  | 1 | 0 | 2 | 3  | 6  | −3   |               |

 Fuente: RSSSF
| 6 de diciembre de 1996 | Japón                         | 2:1 (0:1) | Siria       | Estadio Tahnoun bin Mohammed, Al Ain                                      |                                                                           |
|                        | Abbas 85' (a.g.) · Takagi 88' |           | Jokhadar 8' | Asistencia: 10.000 espectadores Árbitro(s): Mohd Nazri Abdullah (Malasia) | Asistencia: 10.000 espectadores Árbitro(s): Mohd Nazri Abdullah (Malasia) |

| 6 de diciembre de 1996 | China | 0:2 (0:0) | Uzbekistán                   | Estadio Tahnoun bin Mohammed, Al Ain                                             |                                                                                  |
|                        |       |           | Shkvyrin 78' · Shatskikh 90' | Asistencia: 3.000 espectadores Árbitro(s): Abdul Rahman Al-Zeid (Arabia Saudita) | Asistencia: 3.000 espectadores Árbitro(s): Abdul Rahman Al-Zeid (Arabia Saudita) |

| 9 de diciembre de 1996 | Japón                                    | 4:0 (2:0) | Uzbekistán | Estadio Tahnoun bin Mohammed, Al Ain                           |                                                                |
|                        | Nanami 7' · Miura 37' · Maezono 86', 90' |           |            | Asistencia: 3.000 espectadores Árbitro(s): Jalal Moradi (Irán) | Asistencia: 3.000 espectadores Árbitro(s): Jalal Moradi (Irán) |

| 9 de diciembre de 1996 | Siria | 0:3 (0:1) | China                                      | Estadio Tahnoun bin Mohammed, Al Ain                                     |                                                                          |
|                        |       |           | Ma Mingyu 35' · Gao Feng 49' · Li Bing 73' | Asistencia: 3.000 espectadores Árbitro(s): Kim Young-Joo (Corea del Sur) | Asistencia: 3.000 espectadores Árbitro(s): Kim Young-Joo (Corea del Sur) |

| 12 de diciembre de 1996 | Japón    | 1:0 (0:0) | China | Estadio Tahnoun bin Mohammed, Al Ain                                             |                                                                                  |
|                         | Soma 90' |           |       | Asistencia: 2.000 espectadores Árbitro(s): Abdul Rahman Al-Zeid (Arabia Saudita) | Asistencia: 2.000 espectadores Árbitro(s): Abdul Rahman Al-Zeid (Arabia Saudita) |

| 12 de diciembre de 1996 | Uzbekistán                | 1:2 (0:0) | Siria                  | Estadio Tahnoun bin Mohammed, Al Ain                                            |                                                                                 |
|                         | Sergey Lebedev 53' (pen.) |           | Jokhadar 48' · Dib 74' | Asistencia: 2.000 espectadores Árbitro(s): Ali Bujsaim (Emiratos Árabes Unidos) | Asistencia: 2.000 espectadores Árbitro(s): Ali Bujsaim (Emiratos Árabes Unidos) |

#### Mejores terceros
Al término de la primera fase, se realizó una comparación entre los tres equipos que resultaron terceros en sus grupos, clasificando a cuartos de final los dos mejores. 
| Pos. | Equipo        | Pts. | PJ | G | E | P | GF | GC | Dif. | Clasificación |
| ---- | ------------- | ---- | -- | - | - | - | -- | -- | ---- | ------------- |
| 1    | Irak          | 6    | 3  | 2 | 0 | 1 | 6  | 3  | +3   | Segunda Fase  |
| 2    | Corea del Sur | 4    | 3  | 1 | 1 | 1 | 5  | 5  | 0    | Segunda Fase  |
| 3    | Siria         | 3    | 3  | 1 | 0 | 2 | 3  | 6  | −3   |               |

 Fuente: RSSSF

### Segunda fase
|  | Cuartos de final          | Cuartos de final          |                           |       | Semifinales  | Semifinales  |  |  | Final                     | Final |
|  |                           |                           |                           |       |              |              |  |  |                           |       |
|  | Abu Dabi, 15 de diciembre |                           |                           |       |              |              |  |  |                           |       |
|  |                           |                           |                           |       |              |              |  |  |                           |       |
|  | EAU (pró.)                | 1                         |                           |       |              |              |  |  |                           |       |
|  | EAU (pró.)                | 1                         | Abu Dabi, 18 de diciembre |       |              |              |  |  |                           |       |
|  | Irak                      | 0                         |                           |       |              |              |  |  |                           |       |
|  | Irak                      | 0                         | EAU                       | 1     |              |              |  |  |                           |       |
|  | Al Ain, 15 de diciembre   |                           | EAU                       | 1     |              |              |  |  |                           |       |
|  |                           | Kuwait                    | 0                         |       |              |              |  |  |                           |       |
|  | Kuwait                    | Kuwait                    | 0                         | 2     |              |              |  |  |                           |       |
|  | Kuwait                    |                           | Abu Dabi, 21 de diciembre | 2     |              |              |  |  |                           |       |
|  | Japón                     | 0                         |                           |       |              |              |  |  |                           |       |
|  | Japón                     | 0                         | EAU                       | 0 (2) |              |              |  |  |                           |       |
|  | Dubái, 16 de diciembre    |                           | EAU                       | 0 (2) |              |              |  |  |                           |       |
|  |                           | Arabia Saudita            | 0 (4)                     |       |              |              |  |  |                           |       |
|  | Corea del Sur             | Arabia Saudita            | 0 (4)                     | 2     |              |              |  |  |                           |       |
|  | Corea del Sur             | Abu Dabi, 18 de diciembre |                           | 2     |              |              |  |  |                           |       |
|  | Irán                      | 6                         |                           |       |              |              |  |  |                           |       |
|  | Irán                      | 6                         | Irán                      | 0 (3) | Tercer lugar | Tercer lugar |  |  |                           |       |
|  | Abu Dabi, 16 de diciembre |                           | Irán                      | 0 (3) |              |              |  |  |                           |       |
|  |                           | Arabia Saudita            | 0 (4)                     |       |              |              |  |  |                           |       |
|  | Arabia Saudita            | Arabia Saudita            | 0 (4)                     | 4     | Kuwait       | 1 (2)        |  |  |                           |       |
|  | Arabia Saudita            |                           |                           | 4     | Kuwait       | 1 (2)        |  |  |                           |       |
|  | China                     | 3                         |                           | Irán  | 1 (3)        |              |  |  |                           |       |
|  | China                     | 3                         |                           |       | 1 (3)        |              |  |  |                           |       |
|  |                           |                           |                           |       |              |              |  |  | Abu Dabi, 21 de diciembre |       |
|  |                           |                           |                           |       |              |              |  |  |                           |       |

#### Cuartos de final
| 15 de diciembre de 1996 | Emiratos Árabes Unidos | 1:0 (0:0, 0:0) (t. s.) | Irak | Estadio Jeque Zayed, Abu Dabi                                          |                                                                        |
|                         | A. R. Ibrahim 103'     |                        |      | Asistencia: 50.000 espectadores Árbitro(s): Gamal Al-Ghandour (Egipto) | Asistencia: 50.000 espectadores Árbitro(s): Gamal Al-Ghandour (Egipto) |

| 15 de diciembre de 1996 | Kuwait              | 2:0 (1:0) | Japón | Estadio Tahnoun bin Mohammed, Al Ain                                    |                                                                         |
|                         | Al-Huwaidi 17', 54' |           |       | Asistencia: 2.000 espectadores Árbitro(s): Pirom Un-Prasert (Tailandia) | Asistencia: 2.000 espectadores Árbitro(s): Pirom Un-Prasert (Tailandia) |

| 16 de diciembre de 1996 | Corea del Sur                       | 2:6 (2:1) | Irán                                                     | Estadio Al-Maktoum, Dubái                                           |                                                                     |
|                         | Kim Do-Hoon 11' · Shin Tae-Yong 34' |           | Bagheri 26' · Azizi 51' · Daei 66', 76', 82', 89' (pen.) | Asistencia: 19.000 espectadores Árbitro(s): Jamal Al Sharif (Siria) | Asistencia: 19.000 espectadores Árbitro(s): Jamal Al Sharif (Siria) |

| 16 de diciembre de 1996 | Arabia Saudita                                        | 4:3 (3:2) | China                                 | Estadio Jeque Zayed, Abu Dabi                                            |                                                                          |
|                         | Al-Thunayan 31', 65' · Al Jaber 34' · Al-Mehallel 43' |           | Zhang Enhua 6', 89' · Peng Weiguo 16' | Asistencia: 5.000 espectadores Árbitro(s): Mohd Nazri Abdullah (Malasia) | Asistencia: 5.000 espectadores Árbitro(s): Mohd Nazri Abdullah (Malasia) |

#### Semifinales
| 19 de diciembre de 1996 | Emiratos Árabes Unidos | 1:0 (0:0) | Kuwait | Estadio Jeque Zayed, Abu Dabi                                       |                                                                     |
|                         | Saeed 69'              |           |        | Asistencia: 55.000 espectadores Árbitro(s): Masayoshi Okada (Japón) | Asistencia: 55.000 espectadores Árbitro(s): Masayoshi Okada (Japón) |

| 19 de diciembre de 1996 | Irán                                                     | 0:0 (t. s.)(3:4 p.)        | Arabia Saudita                                                      | Estadio Jeque Zayed, Abu Dabi                                          |  |
|                         |                                                          |                            |                                                                     | Asistencia: 35.000 espectadores Árbitro(s): Gamal Al-Ghandour (Egipto) |  |
|                         |                                                          | Tiros desde el punto penal |                                                                     |                                                                        |  |
|                         | Daei · Peyrovani · Yazdani · Estili · Bagheri · Khakpour |                            | Al-Temawi · Sulaimani · Zubromawi · Al-Muwallid · Al-Harbi · Madani |                                                                        |  |

#### Tercer lugar
| 21 de diciembre de 1996 | Irán                                     | 1:1 (1:1) (3:2 p.)         | Kuwait                                                              | Estadio Jeque Zayed, Abu Dabi                                             |                                                                           |
|                         | Daei 40'                                 |                            | Al-Huwaidi 15'                                                      | Asistencia: 60.000 espectadores Árbitro(s): Kim Young-Joo (Corea del Sur) | Asistencia: 60.000 espectadores Árbitro(s): Kim Young-Joo (Corea del Sur) |
|                         |                                          | Tiros desde el punto penal |                                                                     |                                                                           |                                                                           |
|                         | Moharrami · Estili · Peyrovani · Bagheri |                            | Badr Haji · Bashar Abdullah · Al-Lenqawi · Abdulrahman · Al-Huwaidi |                                                                           |                                                                           |

#### Final
| 21 de diciembre de 1996 | Emiratos Árabes Unidos           | 0:0 (t. s.)(2:4 p.)        | Arabia Saudita                                               | Estadio Jeque Zayed, Abu Dabi                                             |  |
|                         |                                  |                            |                                                              | Asistencia: 60.000 espectadores Árbitro(s): Mohd Nazri Abdullah (Malasia) |  |
|                         |                                  | Tiros desde el punto penal |                                                              |                                                                           |  |
|                         | M. Ali · Saleh · K. Saad · Saeed |                            | Al-Thunayan · Zubromawi · Al-Harbi · Al-Temawi · Al-Muwallid |                                                                           |  |

|                                    |
| Bandera de Arabia Saudita          |
| Campeón Arabia Saudita 3.er título |

## Posiciones finales
| Equipo | Equipo         | Pts | PJ | PG | PE | PP | GF | GC | Dif | Rend  |
| ------ | -------------- | --- | -- | -- | -- | -- | -- | -- | --- | ----- |
| 1      | Arabia Saudita | 11  | 6  | 3  | 2  | 1  | 11 | 6  | 5   | 61,1% |
| 2      | EAU            | 14  | 6  | 4  | 2  | 0  | 8  | 3  | 5   | 55,5% |
| 3      | Irán           | 11  | 6  | 3  | 2  | 1  | 14 | 6  | 8   | 61,1% |
| 4      | Kuwait         | 8   | 6  | 2  | 2  | 2  | 9  | 7  | 2   | 44,4% |
| 5      | Japón          | 9   | 4  | 3  | 0  | 1  | 7  | 3  | 4   | 75,0% |
| 6      | Irak           | 6   | 4  | 2  | 0  | 2  | 6  | 4  | 2   | 50,0% |
| 7      | Corea del Sur  | 4   | 4  | 1  | 1  | 2  | 7  | 11 | -4  | 33,3% |
| 8      | China          | 3   | 4  | 1  | 0  | 3  | 6  | 7  | -1  | 25,0% |
| 9      | Siria          | 3   | 3  | 1  | 0  | 2  | 3  | 6  | -3  | 33,3% |
| 9      | Uzbekistán     | 3   | 3  | 1  | 0  | 2  | 3  | 6  | -3  | 33,3% |
| 11     | Indonesia      | 1   | 3  | 0  | 1  | 2  | 4  | 8  | -4  | 11,1% |
| 12     | Tailandia      | 0   | 3  | 0  | 0  | 3  | 2  | 13 | -11 | 0,0%  |

## Goleadores
8 goles
- Ali Daei

6 goles
- Jasem Al-Huwaidi

4 goles
- Fahad Al-Mehallel

3 goles
- Hwang Sun-Hong
- Hassan Saeed

2 goles
- Zhang Enhua
- Widodo Putro
- Ronny Wabia
- Khodadad Azizi
- Karim Bagheri
- Haidar Mahmoud
- Laith Hussein
- Masakiyo Maezono
- Kim Do-Hoon
- Sami Al-Jaber
- Khalid Al-Temawi
- Yousuf Al-Thunayan
- Nader Joukhadar
- Adnan Al-Talyani

1 gol
- Gao Feng
- Ma Mingyu
- Li Bing
- Peng Weiguo
- Mehrdad Minavand
- Naeim Saadavi
- Hussam Fawzi
- Khalid Mohammed Sabbar
- Kazuyoshi Miura
- Hiroshi Nanami
- Naoki Soma
- Takuya Takagi
- Ko Jeong-Woon
- Shin Tae-Yong
- Bashar Abdullah
- Badr Haji
- Hani Al-Saqer
- Khalid Al-Muwallid
- Ali Cheikh Dib
- Dusit Chalermsan
- Kiatisuk Senamuang
- Abdulrahman Ibrahim
- Saad Bakhit Mubarak
- Khamees Saad Mubarak
- Sergey Lebedev
- Oleg Shatskikh
- Igor Shkvyrin

Autogol
- Hassan Abbas (ante Japón)

## Premios
- Mejor Jugador:  Khodadad Azizi
- Goleador:  Ali Daei
- Mejor Guardameta:  Mohamed Al-Deayea
- Juego Limpio:  Irán

### Equipo All-Star
| Portero           | Defensas                                            | Centrocampistas                                                     | Delanteros                                  |
| ----------------- | --------------------------------------------------- | ------------------------------------------------------------------- | ------------------------------------------- |
| Mohamed Al-Deayea | Abdullah Zubromawi Yousuf Hussain Mohammad Khakpour | Mehrdad Minavand Mohamed Ali Khalid Al-Muwallid Saad Bakhit Mubarak | Fahad Al-Mehallel Jasem Al-Huwaidi Ali Daei |